# كريستوفر تسيلر
كريستوفر تسيلر (بالألمانية: Christopher Zeller)‏ هو لاعب هوكي الحقل ألماني، ولد في 14 سبتمبر 1984 في ميونخ في ألمانيا.

## وصلات خارجية
- كريستوفر زيلر على موقع الاتحاد الدولي للهوكي (الإنجليزية)
- كريستوفر زيلر على موقع اللجنة الأولمبية الدولية (الإنجليزية)
- كريستوفر زيلر على موقع أوليمبيديا (الإنجليزية)
- كريستوفر زيلر على موقع اللجنة الأولمبية الألمانية (الألمانية)